# Четвериков Сергій Сергійович
Сергій Сергійович Четвериков (24 квітня (6 травня) 1880, Москва, Російська імперія — 2 липня 1959, Горький, СРСР) — видатний радянський генетик, лепідоптеролог, дослідник еволюційної біології.

## Біографія
Народився в родині фабриканта. Перебуваючи в Києві з 1898 року, одружився з Оленою Пархоменко. Всупереч волі батька навчався біології, вступив на природниче відділення фізико-математичного факультету МДУ.
Під керівництвом професора Мензбіра захистив дисертацію з біології ракоподібних. Організував Московське ентомологічне товариство. Після розлучення в 1911 році одружився вдруге з Анною Сушкіною.
З 1909 паралельно працює із Миколою Кольцовим у його лабораторії. З 1921 — в Інституті експериментальної біології.
1929 року заарештований, засланий в Свердловськ із забороною жити в Москві, Ленінграді, УРСР, БРСР, Північному Кавказі.
З 1935 — завідувач кафедри генетики, професор, декан біологічного факультету Горьковського університету.
Помер у 1959 році.

## Науковий внесок

Четвериков зі своїм вчителем Зиковим

Ще у студентський період опублікував перші наукові статті з лепідоптерології. Тоді ж написав свою важливу роботу «Хвилі життя», де обговорює зміни чисельності популяцій, що згодом стали основою поняття генетичного дрейфу. Підготував кілька робіт з систематики та збирання комах.
Заклав основи генетики популяцій та синтетичної теорії еволюції.